# Lake Park (Carolina do Norte)
Lake Park é uma aldeia localizada no estado norte-americano da Carolina do Norte, no Condado de Union.

## Geografia
De acordo com o United States Census Bureau, a aldeia tem uma área de 2,10 km², onde 2,02 km² estão cobertos por terra e 0,08 km² por água.

### Localidades na vizinhança
O diagrama seguinte representa as localidades num raio de 12 km ao redor de Lake Park.

## Demografia
Segundo o censo nacional de 2010, a sua população é de 3 422 habitantes e sua densidade populacional é de 1 693,9 hab/km². É a localidade mais densamente povoada da Carolina do Norte. Possui 1 245 residências, que resulta em uma densidade de 616,28 residências/km².